# Bedingung - Kein Anhang!
Pour plus de détails, voir Fiche technique et Distribution.
Bedingung - Kein Anhang! (en français, Condition : aucune pièce jointe) est un film allemand  muet réalisé par Stellan Rye, sorti en 1914.

## Synopsis
Son Altesse Sérénissime déjà un peu hésitant d'une principauté double assiste aux répétitions du ballet de la cour de Dückestadt. Son Altesse déclare avec indignation qu'aucun des membres du ballet ne peut être considéré comme jeune. Il instruit alors son adjudant Kindermann qu'il faut trouver un remède au plus vite : il faut une jeune danseuse, mais « sans pièce jointe ! », comme le dit Son Altesse. Kindermann transmet cet ordre princier à l'agent de théâtre Earenstein, afin qu'il puisse commencer sa recherche dès que possible. Earenstein envoie un télégramme à la célèbre danseuse solo Stella et lui propose le poste de danseuse étoile. Mais maintenant, il y a un sérieux hic : Stella est mariée et a trois enfants ! Son mari l'encourage toujours, Stella postule donc pour le nouveau poste.
Avec sa famille (mari, enfants et aussi belle-mère), Stella arrive à l'appartement loué par Kindermann et le reprend. Ohrenstein, l'agent, est consterné, mais essaie de sauver ce qui peut l'être. Il a l'idée de cacher les enfants, de faire passer le mari pour le majordome et la mère de Stella en cuisinière. Le mari de Stella devient jaloux du comportement de Kindermann et ne fait plus confiance. Il ne veut pas quitter sa femme des yeux une seconde et se déguise en professeur de piano pour pouvoir tout observer discrètement. Lors de la prochaine visite de son Altesse, il les regarde tous les deux avec les yeux d'Argus dans ce déguisement, tandis que sa Stella balance sa jambe dans un tango avec Son Altesse Sérénissime. L'aide de camp princier, également présent, a entre-temps surveillé la "professeur de piano" et l'emmène dans une antichambre. Kindermann tourmente le mari déguisé de Stella.
En même temps, Stella peut en profiter pour tenir à distance le prince de plus en plus intrusif et maladroit. Elle insiste pour signer le contrat de travail et disparaît silencieusement de la pièce dès que Son Altesse Sérénissime éteint la lumière. Le prince bêta se fraie un chemin à tâtons dans la pièce sombre à la recherche de Stella. Il se retrouve dans la chambre où les trois enfants de Stella au lit hurlent. Stella, à son tour, se précipite vers son mari, qui est assis sur les genoux de Kindermann en tant que "professeur de piano". Le chaos est parfait et les faits sont éclaircis. Son Altesse ne veut montrer aucune faiblesse et n'est plus en colère contre "l'annexe". Enfin, il décerne au mari déguisé de la danseuse dévouée la médaille de la maison pour services distingués en relation avec "l'annexe".

## Fiche technique
- Titre original : Bedingung – Kein Anhang!
- Réalisation : Stellan Rye
- Scénario : Luise Heilborn-Körbitz
- Photographie : Guido Seeber
- Société de production : Deutsche Mutoskop- und Biograph GmbH (de)
- Pays d'origine :  Empire allemand
- Langue : allemand
- Format : Noir et blanc - 1,33:1 - 35 mm
- Genre : Comédie
- Durée : 748 mètres (42 minutes)

## Distribution
- Hans Wassmann : Son Altesse Sérénissime
- Albert Paulig (de) : son adjudant Kindermann
- Siddie Sinnen : Stella, la danseuse
- Ernst Lubitsch : le mari de Stella
- Emil Albes : Ohrenstein, l'agent de théâtre
- Helene Voß : la mère de Stella

## Production
Son Altesse Sérénissime et Kindermann sont deux personnages de blague populaires à l'époque, inventés à l'origine par Otto Erich Hartleben (de).
Bedingung - Kein Anhang! est l'une des rares comédies de Stellan Rye, le réalisateur vedette de L'Étudiant de Prague en 1913. Le film, qui n'existe probablement plus aujourd'hui, passe la censure cinématographique le 17 mars 1914, mesure 768 mètres et est donc un court métrage.
Lubitsch a ici un rôle qui n'est pas atypique pour sa première période de création, celui qui joue avec les rôles de genre. Comme dans les comédies Die Firma heiratet (de) et Der Stolz der Firma (de), tournées presque en même temps, Albert Paulig est son partenaire de cinéma dans les scènes les plus drôles.
Une interdiction complète est imposée en Allemagne jusqu'en 1921. À Prague, en revanche, le film sort le 6 novembre 1914 au cinéma Lucerna.
Les autorités de censure reprochent particulièrement les scènes contenant de fortes insinuations sexuelles. Lorsque le film est réévalué le 23 juin 1921, date à laquelle le film est à nouveau présenté aux autorités de censure sous le nouveau titre Bitte ohne Anhang, cette interdiction est dans un premier temps confirmée, puisque la majorité des scènes de ce film, car une grande partie des scènes de ce film sont « complètement orientées vers le stimulus du sens sexuel et sont donc susceptibles d'avoir un effet démoralisant ». Le distributeur Robert Glombeck porte réclamation. Lors de la renégociation du 29 août 1921, le film est approuvé : « Le film, appliquée partout en masse avec un humour grossier, contient un certain nombre de situations audacieuses. Cependant, aucune des images présentées ne représente l'immoralité. L'habillement des personnages, en particulier des danseurs, n'est nulle part indécent... »

## Source de traduction
- (de) Cet article est partiellement ou en totalité issu de l’article de Wikipédia en allemand intitulé « Die arme Jenny » (voir la liste des auteurs).

1. ↑  (de) « Bedingung - kein Anhang (1914) », sur The German Early Cinema Database (consulté le 10 mai 2023)
2. ↑  (de) « Bitte ohne Anhang », sur filmportal (consulté le 10 mai 2023)